# 毛柱关木通
毛柱关木通（学名：Isotrema pilosistylum）是马兜铃科关木通属的一种植物，是中国的特有植物。分布于中国云南。
檐部内面黄色, 喉口极小,合蕊柱裂片密被短毛。